# Estados vasallos franceses

El Primer Imperio en su apogeo en 1812.

Francia tuvo múltiples estados vasallos durante la Primera República francesa (1789-1799) y del Primer Imperio francés (1799-1815).

## Repúblicas hermanas

### Antiguo Sacro Imperio Romano Germánico
| Departamento          | fechas    | Entidades anteriores            | Próximas entidades                 | Entidades actuales                |
| --------------------- | --------- | ------------------------------- | ---------------------------------- | --------------------------------- |
| República Rauraciana  | 1792-1793 | Principado Episcopal de Basilea | Francia (Monte Terrible)           | Francia (Alto Rin), Suiza (Berna) |
| República de Maguncia | 1793      | Electorado de Maguncia          | República cisrena                  |                                   |
| República Bouillonés  | 1794-1795 | Ducado de Bouillon              | Francia (Ardenas, Bosques, Ourthe) |                                   |

### Península italiana
- República de Alba (1796) [1]
- República de Bolonia (1796) [2]
- República Cispadana (1796-1797),[3]
- República Transpadana (1796-1797)
- República de Asti (1797)
- República de Bérgamo (1797)
- República de Brescia (1797)
- República Cremasca (1797)
- República Anconitana (1797-1798)
- República Cisalpina (1797-1802) [4]
- República de Liguria (1797-1805)
- República Tiberina (1798)
- República Piamontesa (1798-1799)
- República Romana (1798-1799)
- Gozo (1798-1801)
- República Partenopea (1799) [5]
- República de Lucca (1799-1805)
- República Subalpina (1800-1802)
- República Italiana (1802-1805)

### Otras repúblicas europeas
- República Rauraciana (1792-1793) [6]
- República Bátava (1795-1806),[7][8]
- República de Connacht (1798)
- República Helvética (1798-1803) [9]
- República de Léman (1798-1803)
- República de las Islas Jónicas (1800-1814)
- República de Valais (1802-1810)
- República de Danzig (1807-1815)

## Estados vasallos

### Confederación del Rin[10]
- Principado de Aschaffenburg (1803-1810)
- Principado de Ratisbona (1803-1810)
- Reino de Wurtemberg (1805)
- Gran Ducado de Baden (1806)
- Reino de Baviera (1806)
- Principado de Hohenzollern-Hechingen [11]
- Principado de Hohenzollern-Sigmaringen [11]
- Principado de Liechtenstein [11]
- Ducado de Nassau [11]
- Ducado de Sajonia-Coburgo-Saalfeld [11]
- Ducado de Sajonia-Gotha-Altenburg [11]
- Ducado de Sajonia-Hildburghausen [11]
- Ducado de Sajonia-Meiningen [11]
- Reino de Sajonia (1806)
- Gran Ducado de Hesse-Darmstadt (1806)
- Ducado de Sajonia-Weimar (1806-1809)
- Ducado de Sajonia-Eisenach (1806-1809)
- Gran Ducado de Berg (1806-1813)
- Principado de Leyen (1806-1814)
- Gran Ducado de Wuzburgo (1806-1814)
- Principado de Isembourg (1806-1815)
- Ducado de Anhalt-Bernburg (1807-1813)
- Ducado de Anhalt-Dessau (1807-1813)
- Ducado de Anhalt-Köthen (1807-1813)
- Principado de Lippe (1807-1813)
- Principado de Reuss-Lobenstein (1807-1813)
- Principado de Reuss-Ebersdorf (1807-1813)
- Principado de Reuss-Greiz (1807-1813)
- Principado de Reuss-Schleiz (1807-1813)
- Reino de Westfalia (1807-1813)
- Principado de Schaumburg-Lippe (1807-1813)
- Principado de Schwarzburgo-Rudolstadt (1807-1813)
- Principado de Schwarzburgo-Sondershausen (1807-1813)
- Principado de Waldeck-Pyrmont (1807-1813)
- Ducado de Mecklemburgo-Schwerin (1808-1813)
- Ducado de Mecklemburgo-Strelitz (1808-1813)
- Ducado de Oldenburgo (1808-1813)
- Gran Ducado de Sajonia-Weimar-Eisenach (1809-1813)
- Gran Ducado de Fráncfort (1810-1813)

- Principado de Érfurt (1807-1814)

### Península italiana
- Ducado de Massa y Carrara (1796-1814)
- Reino de Etruria (1801-1807) [12]
- Reino de Italia (1805-1814) [13]
- Ducado de Guastalla (1806-1813)
- Principado de Benevento (1806-1815)
- Principado de Lucca y Piombino (1805-1815)
- Reino de Nápoles (1806-1815) [5]
- Principado de Pontecorvo (1806-1815)
- Gran Ducado de Toscana (1807-1814)

### Otros estados vasallos europeos
- Confederación de los XIX cantones (1803-1814) [14]
- Reino de Holanda (1806-1810) [15]
- Principado de Neuchâtel (1806-1814) [16]
- Principado de Andorra (1806-1814/1815)
- Ducado de Varsovia (1807-1815) [17]
- Reino de España (1808-1813) [18]
- Curlandia (1812)
- Gobierno provisional de Lituania (1812-1813)